# Historia kolei w Rybniku
Historia kolei w Rybniku sięga połowy XIX wieku w związku z rozpoczęciem 9 sierpnia 1853 r. budowy linii kolejowej nr 140, mająca na celu połączenie katowickiej dzielnicy Ligoty z Nędzą przez Rybnik.

## Budowa linii kolejowej nr 140
Początek kolei w Rybniku jest datowany na dzień 1 października 1856 r. w związku z oddaniem do użytku odcinka Orzesze – Rydułtowy (wówczas stacja kolejowa Czernica). Dzięki wcześniejszemu uruchomieniu odcinka z Rydułtów do Nędzy, mieszkańcy Rybnika zyskali możliwość dotarcia do Raciborza, a stamtąd do Chałupek i Bohumina.
Początkowo podróż z Rybnika do Nędzy wiązała się z wydłużonym czasem jazdy, gdyż odcinek pomiędzy stacją kolejową Rydułtowy a pobliską w dzisiejszym Łukowie Śląskim trzeba było pokonać roboczą linią obejściową biegnącą przez wzgórze w Rydułtowach. Przejazd tą trasą był kłopotliwy, gdyż trzeba było w tym celu użyć aż dwóch lokomotyw. Problem tymczasowo rozwiązano na okres niespełna pięciu miesięcy w styczniu 1857 r., gdy zakończono budowę tunelu kolejowego Rydułtowach o długości 727 metrów. Na początku maja 1857 r. tunel uległ częściowemu zawaleniu, który został odbudowany 20 grudnia 1858 r.
29 grudnia 1856 r. mieszkańcy Rybnika zyskali możliwość podróżowania do Mikołowa w związku z zakończeniem budowy kolejnego odcinka linii kolejowej nr 140 na trasie Orzesze – Mikołów.
20 grudnia 1858 r. oddano do ruchu odcinek Mikołów – Katowice Ligota. Z tym dniem linia kolejowa nr 140 została ukończona. Katowicka Ligota już od 1852 r. posiadała połączenie kolejowe z Katowicami, dzięki czemu pod koniec 1858 r. mieszkańcy Rybnika uzyskali możliwość podróżowania do Katowic.

## Budowa linii kolejowej nr 158
W październiku 1882 r. w ramach budowy linii kolejowej nr 158 – zwaną w przeszłości „drugą trasą bogumińską” – uruchomiono linię kolejową do Wodzisławia Śląskiego. Nowy odcinek prowadził z Niedobczyc (obecnie Rybnik Towarowy) do Wodzisławia Śląskiego przez Obszary i Radlin. 22 grudnia 1882 r. linia kolejowa została przedłużona do Chałupek przez Czyżowice, Bełsznicę i Olzę. W jednym z pierwszych rozkładów jazdy na całym odcinku z Rybnika do Chałupek przewidywano ruch trzech par pociągów. Nowa linia kolejowa dwa lata później umożliwiła połączenie Rybnika z Zagłębiem Ostrawskim, należącym wówczas do Austrii.
| 721   | 723   | 725   |        | Stacja           |        | 722   | 724   | 726   |
| ----- | ----- | ----- | ------ | ---------------- | ------ | ----- | ----- | ----- |
| 08:35 | 12:56 | 19:00 | odj.   | Rybnik           | przyj. | 07:39 | 11:56 | 18:45 |
| 09:10 | 13:30 | 19:36 | przyj. | Wodzisław Śląski | odj.   | 07:05 | 11:14 | 18:10 |
| 09:17 | 15:53 | 20:04 | odj.   | Wodzisław Śląski | przyj. | 06:57 | 11:13 | 18:00 |
| 09:40 | 16:18 | 20:29 | przyj. | Bełsznica        | odj.   | 06:30 | 10:46 | 17:33 |
| 09:41 | 16:20 | 20:30 | odj.   | Bełsznica        | przyj. | 06:28 | 10:45 | 17:30 |
| 09:59 | 16:40 | 20:50 | przyj. | Chałupki         | odj.   | 06:08 | 10:27 | 17:10 |

## Budowa kolejnych odcinków
1 września 1884 r. Rybnik uzyskał – drogą okrężną – połączenie kolejowe z Żorami, dzięki oddaniu do użytku odcinka Orzesze – Żory. W celu dotarcia do sąsiednich Żor, mieszkańcy Rybnika musieli przejechać pociągiem odcinek o długości aż 35 kilometrów; z niedogodnościami musieli zmagać się aż do 1936 r., gdy uruchomiono nową trasę kolejową (odcinek Rybnik – Żory został zmniejszony do długości 14 kilometrów).
Około 1907 r. połączono stację Niedobczyce (obecnie Rybnik Towarowy) z kopalnią Chwałowice. Ten czterokilometrowy odcinek przedłużono w latach pierwszej wojny światowej o 3,5 kilometra do kopalni Jankowice.
16 lipca 1912, zakończono budowę i uruchomiono ośmiokilometrowy dwutorowy odcinek Leszczyny – Rybnik. W marcu 1913 otwarto krótką 12,6 km dwutorową linię kolejową Rybnik – Sumina.

## Budowa linii kolejowej nr 148
W 1933 r. Sejm Śląski zatwierdził projekt budowy równoleżnikowej linii kolejowej z Rybnika przez Żory, Suszec do Pszczyny, Budowę dzisiejszej linii kolejowej nr 148 uzasadniano oszczędnością płynącą ze skrócenia odległości przewozu (na odcinku Rybnik – Pszczyna z 82 do 36 km; Żory – Pszczyna z 47 do 22 km). Odcinek Rybnik – Żory do eksploatacji oddano 21 listopada 1936 r., w Rybniku uruchomione zostały przystanki Rybnik Piaski i Gotartowice. 29 listopada 1938 r. odbyła się oficjalna uroczystość poświęcenia i oddania do użytku nowej linii kolejowej Żory – Pszczyna, dzięki czemu linia kolejowa nr 148 została w pełni uruchomiona.

## Elektryfikacja linii kolejowych
Pierwszy pociąg elektryczny przyjechał do Rybnika 1 grudnia 1970 r. w ramach uroczystości zakończenia elektryfikacji linii Kędzierzyn-Koźle – Rybnik. Przez następne lata kontynuowano proces modernizacji kolei w regionie rybnickim. W 1973 r. zelektryfikowano odcinek kolejowy Rybnik – Żory, cztery lata później odcinek Rybnik – Katowice. Zelektryfikowane zostały wszystkie linie użytkowane w ruchu pasażerskim, a ostatni zelektryfikowany odcinek Rybnik Towarowy – Sumina oddano do użytku 22 maja 1989 r.